# I Am a Rock
«I Am a Rock» es una canción escrita por Paul Simon. Fue interpretada por primera vez por Simon como la canción de apertura de su álbum The Paul Simon Songbook, el cual grabó y publicó originalmente en agosto de 1965, solamente en el Reino Unido. Paul Simon y Art Garfunkel, como el dúo de folk rock estadounidense, Simon & Garfunkel, regrabaron la canción el 14 de diciembre de 1965 y la incluyeron como canción de cierre del álbum Sounds of Silence, publicado el 17 de enero de 1966. Fue publicado como sencillo en 1966 y posteriormente fue incluido como lado B del relanzamiento en sencillo de The 59th Street Bridge Song (Feelin' Groovy)»en 1971.

## Composición, grabación y éxito comercial

### Versión acústica
Temáticamente «I Am a Rock» trata del aislamiento y el desapego emocional. La canción no fue incluida en el álbum debut de Simon & Garfunkel, Wednesday Morning, 3 A.M., publicado el 19 de octubre de 1964. Algunas fuentes aseguran que Simon interpretó la canción el 27 de enero de 1965, en un espectáculo promocional para la BBC. Simon comenzó a escribirla probablemente antes del final de enero de 1964, y la tuvo completa en mayo de 1965. Fue incluida en su álbum como solista The Paul Simon Songbook, publicado en el Reino Unido en agosto de 1965.
Hasta 1981 la grabación inicial de «I Am a Rock» de The Paul Simon Songbook se mantuvo inaccesible en Norteamérica. Esto fue parcialmente porque Simon estaba insatisfecho con el resultado del álbum.
Como resultado el álbum no estuvo disponible en Norteamérica hasta 1981 cuando fue publicado como parte de la caja recopilatoria Paul Simon: Collected Works. El álbum no fue publicado en CD hasta el 23 de marzo de 2004. Para este lanzamiento, Columbia Records incluyó dos pistas adicionales, una de ellas una toma alternativa de «I Am a Rock».
En 1965 la versión acústica fue publicada como sencillo en el Reino Unido, junto con «Leaves That Are Green» como lado B.

### Versión de Simon & Garfunkel
Mientras Simon estaba en Europa durante el verano de 1965, Tom Wilson, el productor de Wednesday Morning, 3 A.M., respondió a las peticiones de «The Sound of Silence» de las estaciones de radio estadounidenses y añadió una guitarra eléctrica, bajo eléctrico y la batería a la versión original de la canción. Luego publicó la canción como sencillo, a raíz de lo cual llegó a las listas estadounidenses de pop. Cuando Simon tuvo noticias del éxito comercial de la canción, seguía de gira en Europa como artista solista de folk.
Simon regresó inmediatamente a los Estados Unidos, y con Garfunkel en diciembre de 1965, comenzaron sesiones de grabación apresuradas para igualar el «molde» eléctrico creado por Wilson, con algunas otras canciones que Simon había grabado en su álbum Songbook, incluyendo «I Am a Rock», la cual fue regrabada durante estas sesiones el 14 de diciembre de 1965. El resultado fue el álbum Sounds of Silence, publicado por el dúo en enero siguiente. «I Am a Rock» fue la quinta y última canción del lado B del álbum, fue producida por Bob Johnston y grabada en Nueva York en los estudios de grabación de Columbia, usando los mismos músicos de sesión que aparecieron en el álbum reciente de Bob Dylan, Highway 61 Revisited.
«I Am a Rock» fue publicada como sencillo en el verano de 1966 y alcanzó la posición 3 en el Billboard Hot 100. El lado B fue una versión de «Flowers Never Bend with the Rainfall», la cual fue publicada más tarde en el álbum Parsley, Sage, Rosemary and Thyme.

## Posicionamiento

### Gráfica semanal
| Gráficas (1966)                    | Pico de posición |
| ---------------------------------- | ---------------- |
| Alemania (Official German Charts)  | 35               |
| Australia (Kent Music Report)      | 20               |
| Canadá (RPM Top Singles)           | 6                |
| Nueva Zelanda (Listener)           | 2                |
| Países Bajos (Single Top 100)      | 10               |
| Suecia (Sverigetopplistan)         | 10               |
| Reino Unido (UK Singles Chart)     | 17               |
| Estados Unidos (Billboard Hot 100) | 3                |
| Estados Unidos (Cashbox Top 100)   | 4                |

### Gráfica de fin de año
| Gráficas (1966)                    | Pico de posición |
| ---------------------------------- | ---------------- |
| Estados Unidos (Billboard Hot 100) | 51               |
| Estados Unidos (Cashbox Top 100)   | 40               |

## Otras versiones
- Fue versionada por The Hollies en su cuarto álbum Would You Believe?.[25]
- Fue versionada en 1966 por The Grass Roots en su álbum debut Where Were You When I Needed You.[26]
- Fue versionada en 1982 por The Church en su EP Singsongs.
- Fue versionada en 1993 por Red House Painters en su álbum debut homónimo.[27]
- Fue versionada en 1997 por Me First and the Gimme Gimmes en su álbum debut Have a Ball.[28]
- Fue versionada en 1997 por Arjen Lucassen en su álbum Strange Hobby.[29]
- Fue versionada en 2001 por April Wine en su álbum Back to the Mansion.[30]